# Colonització dels objectes transneptunians

Dibuix artístic del Cinturó de Kuiper i el Núvol d'Oort

Freeman Dyson ha proposat que els Objectes transneptunians, en lloc de planetes, són el principal hàbitat potencial de la vida a l'espai. Hi ha diversos centenars de milions a bilions de cossos rics en gel de cometa fora de l'òrbita de Neptú, en el Cinturó de Kuiper i interior i exterior del Núvol d'Oort. Aquests poden contenir tots els ingredients per a la vida (gel d'aigua, amoníac i compostos rics en carboni), incloses grans quantitats de deuteri i d'heli-3.
Atès que la proposta del Dr. Dyson, el nombre d'objectes transneptunians coneguts ha augmentat considerablement, i la mida de la coneguda amb l'acrònim anglès TNO ha donat lloc a una considerable discussió sobre què anomenar-los. Els planetes nans com l'Eris i Makemake poden ser excel·lents candidats per a la colonització. Les seves temperatures criogèniques i l'extrema distància del Sistema solar interior fan adequats per a grups excèntrics o marginats, o per a grups que fan recerca prohibida en un altre lloc, com s'ha esmentat en la novel·la de Charles Stross Els nens de Saturn, la primera novel·la ambientada en part a Eris. Els hàbitats superficials o cúpules són una altra possibilitat, ja que els nivells de radiació de fons és probable que sigui baixa. Els colons també podrien viure-hi a l'escorça o en el mantell gelat del planeta nan, amb la fusió o la calor geotèrmica i l'extracció del gel tou o líquid oceà interior per volàtils i minerals. Donada la gravetat i la llum com a resultat d'una pressió més baixa en el mantell de gel o l'oceà interior, colonitzant la superfície exterior del nucli rocós podria donar colons el major nombre de recursos minerals i volàtils, així com aïllant del fred.
Els colons d'aquests cossos podrien construir hàbitats rotaris o viure-hi en espais excavats i encendre amb reactors de fusió de milers a milions d'anys abans de traslladar-s'hi. Dyson i Carl Sagan preveuen que la humanitat podria migrar a sistemes estel·lars veïns, que tenen núvols similars, mitjançant l'ús d'objectes naturals com a naus generacionals amb importants recursos naturals, i que aquestes colònies interestel·lars podrien servir com a estacions de pas per al més ràpid, naus interestel·lars petites. Com a alternativa Richard Terra ha proposat la utilització dels materials a partir dels objectes d'Oort per construir gran llum de les estrelles recollida de matrius als hàbitats d'energia, de manera que una comunitat d'Oort essencialment independent de la seva estrella central i els subministraments de combustible de fusió. Gregory Matloff ha suggerit que les intel·ligències extraterrestres ja han colonitzat el Núvol d'Oort, evitant fàcilment l'observació mitjançant l'emulació de l'aparença d'objectes naturals.